# Naval Aircraft Factory PN
Naval Aircraft Factory PN là một chuỗi các tàu bay của Hoa Kỳ trong thập niên 1920 và 1930.

## Biến thể

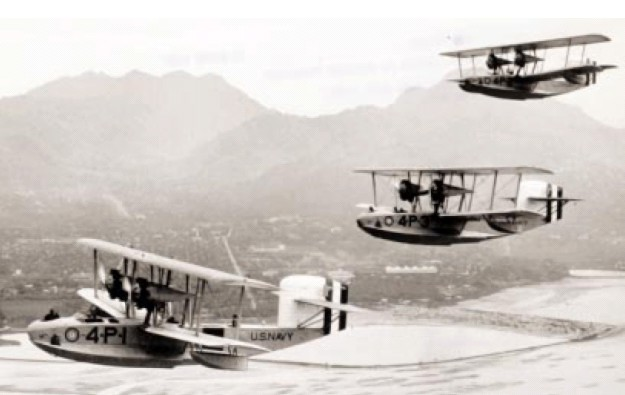
Douglas PD-1 thuộc phi đội VP-4 ở Hawaii, 1930.

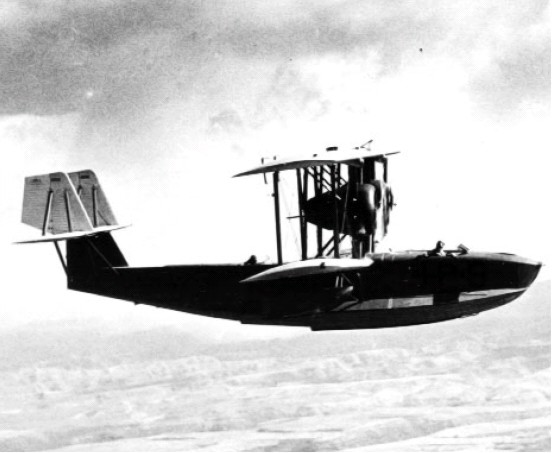
Keystone PK-1.

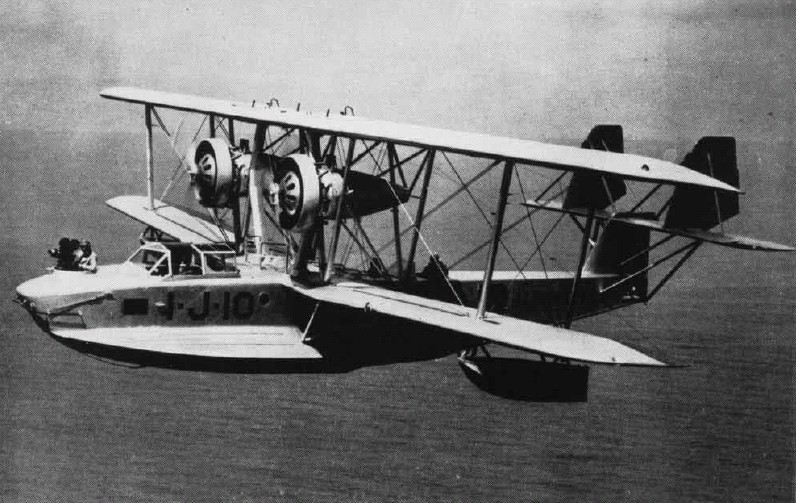
Martin PM-2 of VJ-1.

PN-5
PN-6
PN-7
PN-8
PN-9
PN-10
PN-11
XPN-11
PN-12
Douglas PD-1
Keystone PK-1
Martin PM-1
Martin PM-1B
Martin PM-2

## Quốc gia sử dụng
Brasil
- Hải quân Brazil

 Hoa Kỳ
- Hải quân Hoa Kỳ

## Tính năng kỹ chiến thuật (PN-12)

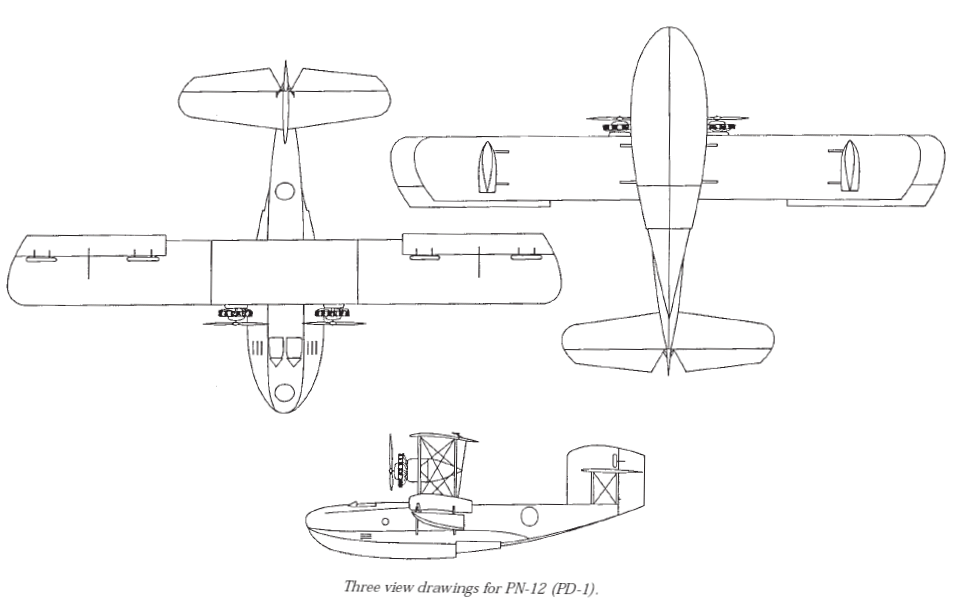
Naval Aircraft Factory PN-12.

Dữ liệu lấy từ US Navy Aircraft since 1911 
Đặc điểm tổng quát
- Kíp lái: 5
- Chiều dài: 49 ft 2 in (14,99 m)
- Sải cánh: 72 ft 10 in (22,21 m)
- Chiều cao: 16 ft 9 in (5,11 m)
- Diện tích cánh: 1.217 ft² (113,1 m²)
- Kết cấu dạng cánh: USA 27
- Trọng lượng rỗng: 7.699 lb (3.500 kg)
- Trọng lượng có tải: 14.122 lb (6.419 kg)
- Động cơ: 2 × Wright R-1750 D Cyclone, 525 hp (392 kW)  mỗi chiếc

 Hiệu suất bay 
- Vận tốc cực đại: 99 knot (114 mph, 184 km/h) trên mực nước biển
- Tầm bay: 1.139 nm (1.310 mi, 2.109 km)
- Trần bay: 10.900 ft (3.300 m)
- Tải trên cánh: 11,6 lb/ft² (56,8 kg/m²)
- Công suất/trọng lượng: 0,074 hp/lb (0,12 kW/kg)
- Leo lên độ cao 5.000 ft (1.520 m): 16 phút

Trang bị vũ khí

- 1 súng máy.30 in (7,62 mm)
- 4 quả bom 230 lb (105 kg)